# Стембарк
Стембарк (пол. Stębark, нем. Tannenberg) — село в гмине Грунвальд, Острудском повете Варминьско-Мазурского воеводства Польши.

## История

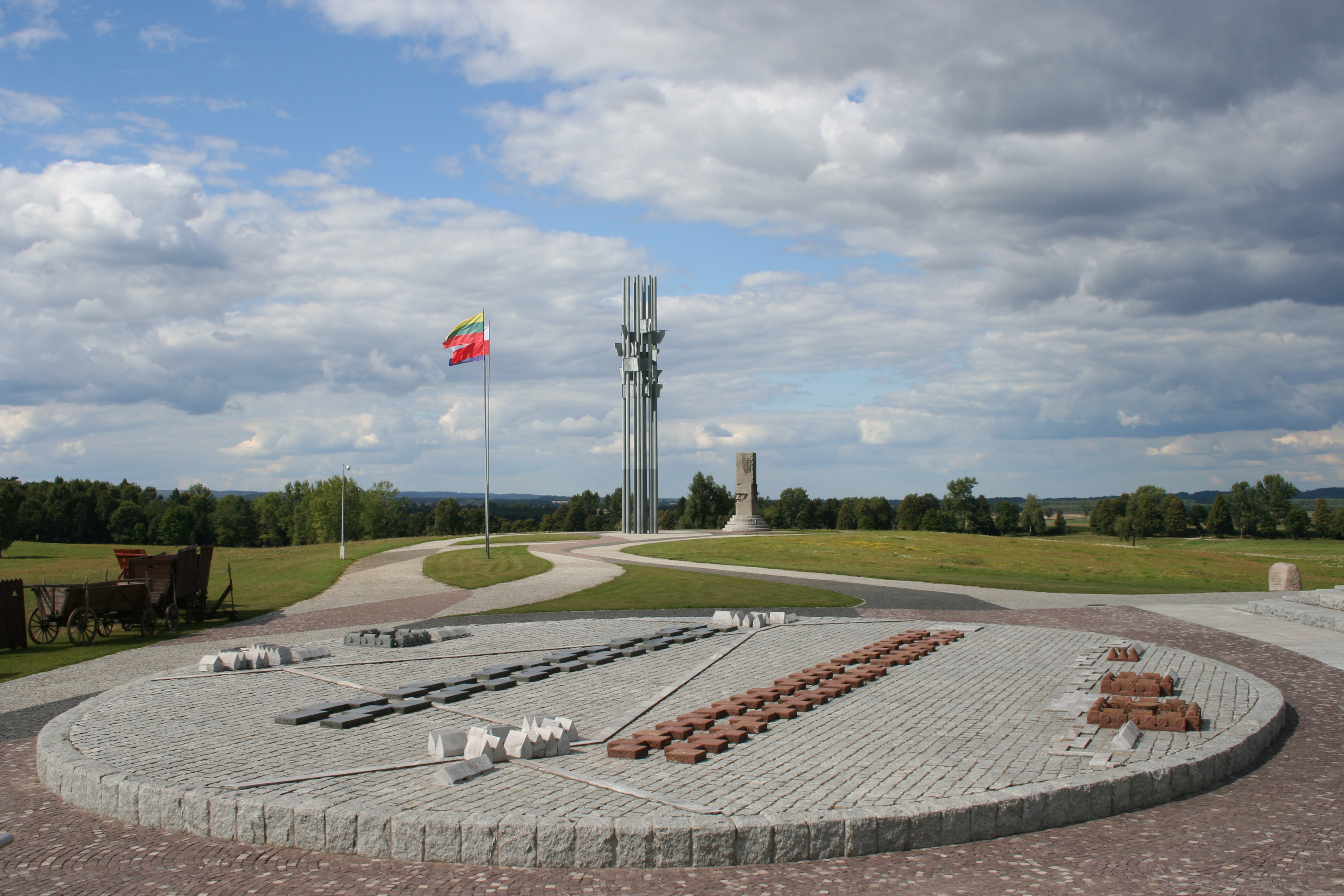
Мемориал на поле Грюнвальдской битвы

15 июля 1410 вблизи Стембарка произошла Грюнвальдская битва, в немецкой литературе называемая Танненбергской битвой или Первой битвой при Танненберге (вторая — в 1914 году).
Между Стембарком, Лодвигово и Ульново (пол. Ulnowo) находится историческое поле битвы, в которой объединённое польско-литовско-русское войско под общим руководством Владислава Ягайло разбило крестоносцев Тевтонского ордена, возглавляемого великим магистром Ульрихом фон Юнгингеном.
14 августа — 2 сентября 1914 года произошла битва под Танненбергом (иногда — Вторая битва при Танненберге), которая была частью восточно-прусской операции 1914 года. В этой битве войска Германской империи разбили части Российской империи.
Немецкими войсками командовал будущий президент Германии Пауль фон Гинденбург, после смерти которого его тело было помещено в сооружённый ранее в Танненберге Танненбергский мемориал. В 1945 году перед вступлением Красной Армии на территорию Восточной Пруссии в ходе новой Восточно-Прусской операции мемориал был уничтожен немцами, а тела Гинденбурга и его жены перевезены в Марбург. Операция «Танненберг» также была названа по этому месту. После Второй мировой война село было передано Польше.